# Iosif Petschovski
Iosif „Peci“ Petschovski oder – ungarisch – Perényi József (* 2. Juli 1921 in Timișoara, Kreis Timiș; † 6. Oktober 1968 in Arad) war ein rumänischer und ungarischer Fußballspieler und -trainer. Er bestritt insgesamt 350 Spiele in der ungarischen Nemzeti Bajnokság und der rumänischen Divizia A. Außerdem nahm er an den Olympischen Spielen 1952 teil.

## Leben
Iosif Petschovski wurde im Jahr 1921 in Timișoara geboren. Sein Vater stammte aus Böhmen, seine Mutter aus dem Banat. Im Jahr 1934 begann er im Alter von 13 Jahren mit dem Fußballspielen in der Jugendmannschaft von Chinezul Timișoara, nachdem er vom österreichischen Trainer der Mannschaft entdeckt worden war.

## Karriere

### Verein

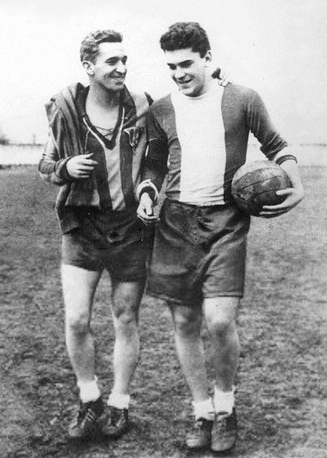
Petschovski (links) mit seinem Sohn (1961)

Petschovski begann seine Karriere bei seinem Heimatverein Chinezul Timișoara. Im Jahr 1937 kam er dort in die erste Mannschaft, die seinerzeit in der Divizia B spielte. Im Jahr 1940 erhielt er die Gelegenheit, zum Lokalrivalen CAMT in die höchste rumänische Fußballliga, die Divizia A, zu wechseln, wo er am 2. Juni 1940 das erste Mal zum Einsatz kam. Im Jahr 1941 wechselte er in die ungarische Nemzeti Bajnokság zu Nagyváradi AC, das seit dem Zweiten Wiener Schiedsspruch dort spielte. In Nagyvárad konnte er im Jahr 1944 die ungarische Meisterschaft gewinnen. Anschließend wechselte Petschovski zum Ligakonkurrenten Kolozsvári AC.
Nach Kriegsende wechselte Petschovski zu ITA Arad, einer der erfolgreichsten rumänischen Mannschaften der 1940er- und 1950er-Jahre. In Arad konnte er in den Jahren 1947, 1948 und 1950 die rumänische Meisterschaft sowie im Jahr 1948 den rumänischen Pokal gewinnen. Dabei war er im Herbst 1947 für drei Monate gesperrt worden, da er im Vorfeld eines Länderspiels gegen Polen am 19. Juli 1947 auf den Gegner gewettet hatte.
Vor Beginn der Saison 1952 verließ Petschovski Arad und wechselte zum Ligakonkurrenten CCA Bukarest (später Steaua Bukarest). Auch in Bukarest konnte Petschovski seine Titelsammlung erweitern und half seinem Team zum Gewinn der Meisterschaften 1952 und 1953 sowie zu einem weiteren Pokalerfolg.
Nach drei Jahren in Bukarest kehrte Petschovski nach Arad zurück. Der Verein konnte allerdings nicht an die früheren Erfolge anknüpfen und platzierte sich in den folgenden Jahren lediglich im Mittelfeld der Tabelle. Im Jahr 1961 beendete er seine Karriere.

### Nationalmannschaft

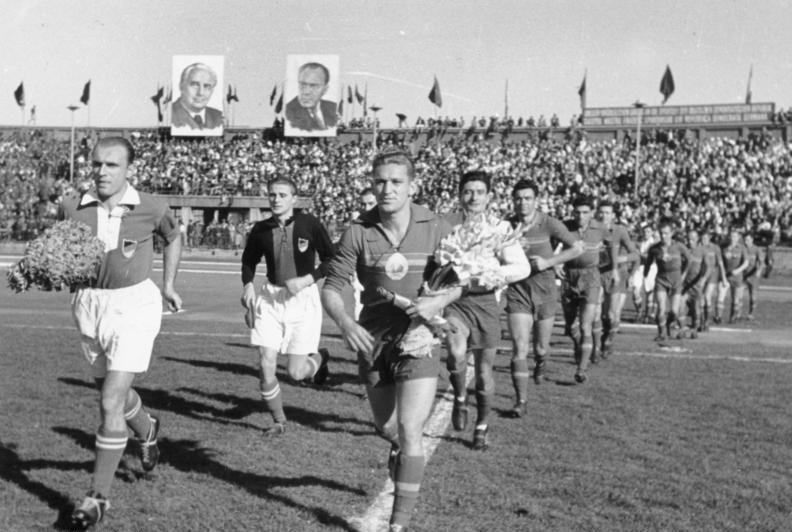
Petschovski (Mitte) führt die rumänische Mannschaft zum Spiel gegen die DDR (1952) aufs Feld

Während seiner Zeit bei Nagyváradi AC nahm Petschovski die ungarische Staatsangehörigkeit an und spielte zwischen 1942 und 1943 unter dem Namen Perényi József dreimal für die ungarische Fußballnationalmannschaft. Seinen Einstand hatte er am 1. November 1942 gegen die Schweiz.
Nachdem er nach Kriegsende nach Rumänien zurückgekehrt war, kam er zwischen 1945 und 1958 auf 32 Einsätze für die rumänische Fußballnationalmannschaft, deren Spielführer er mehrmals war. Sein Debüt hatte er am 30. September 1945 gegen seine frühere Mannschaft aus Ungarn. Im Jahr 1952 stand Petschovski im Kader für das Fußballturnier der Olympischen Spiele in Helsinki und kam im Spiel gegen den späteren Olympiasieger Ungarn zum Einsatz.

### Trainer
Nach dem Ende seiner aktiven Laufbahn war Petschovski in der Saison 1962/63 Trainer seines früheren Vereins UTA Arad.

## Erfolge

### Als Spieler
- Teilnehmer an Olympischen Spielen: 1952
- Ungarischer Meister: 1944
- Rumänischer Meister: 1947, 1948, 1950, 1952, 1953
- Rumänischer Pokalsieger: 1948, 1952

## Sonstiges
Im Jahr 1952 bekam Petschovski als erster Fußballspieler von Rumänien den Titel Verdienter Meister des Sports verliehen.
Vor dem Stadion von UTA Arad steht eine Statue von Petschovski.
Petschovski konnte jede Position spielen. Sogar als Torwart lief er in einem Meisterschaftsspiel gegen Gaz Metan Mediaș auf.